# Traders
Traders, född 20 februari 2012 i Italien, är en italiensk varmblodig travhäst. Han tränas i Frankrike av Philippe Allaire.
Traders började tävla i juni 2015. Han har till januari 2019 sprungit in 1,2 miljoner euro på 43 starter varav 16 segrar, 3 andraplatser och 4 tredjeplatser. Han har tagit karriärens hittills största segrar i Prix Charles Tiercelin (2016), Prix Marcel Laurent (2016), Prix de Cornulier (2018), Prix de l'Île-de-France (2018), Prix Kerjacques (2018) och Prix Edmond Henry (2018). Han har även kommit på tredjeplats i Prix de Croix (2017).
Han blev omtalad under det franska vintermeetinget 2016 efter att i Prix Marcel Laurent slagit den stora stjärnan Bold Eagle. Den 21 januari 2018 segrade han på nytt löpningsrekord i världens största montélopp Prix de Cornulier på Vincennesbanan i Paris.
I 2018 års upplaga av Prix Kerjacques slog Traders nytt världsrekord över 2700 meter, då han segrade på tiden 1.10,8, och slog därmed Readly Express och Bold Eagles tidigare världsrekord.